# Marek Kornat

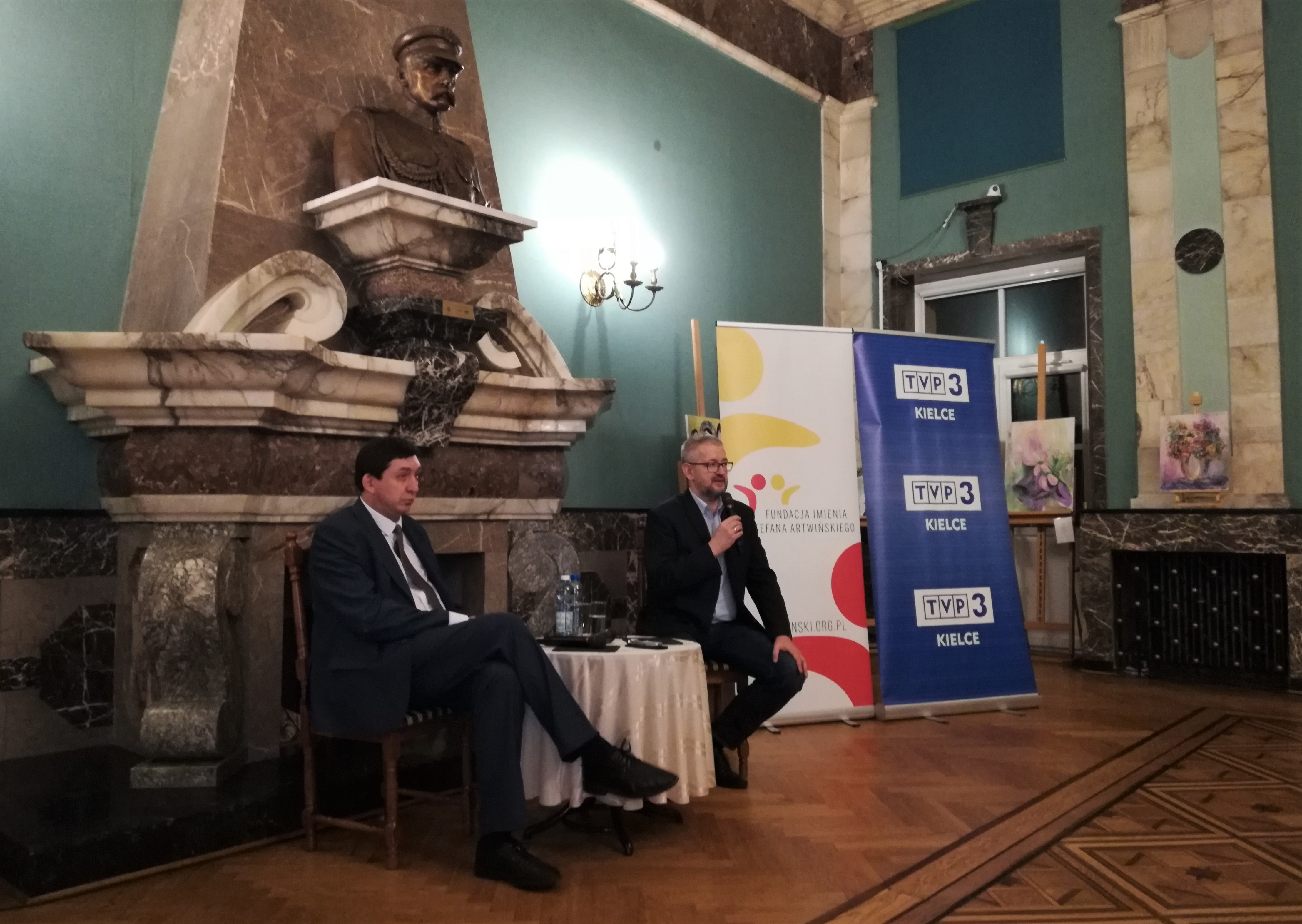
Prof. Marek Kornat i redaktor Rafał Ziemkiewicz, debata, Wojewódzki Dom Kultury w Kielcach, 21 listopada 2018 r.

Marek Wojciech Kornat (ur. 28 grudnia 1971 w Proszowicach) – polski historyk, sowietolog, edytor źródeł, eseista, profesor nauk humanistycznych i kierownik Zakładu Dziejów Dyplomacji i Systemów Totalitarnych w Instytucie Historii Polskiej Akademii Nauk w Warszawie oraz na Uniwersytecie Kardynała Stefana Wyszyńskiego w Warszawie.

## Życiorys
W 1995 ukończył z wyróżnieniem studia historyczne na Uniwersytecie Jagiellońskim. W 2000 na Wydziale Historycznym tego uniwersytetu uzyskał stopień naukowy doktora nauk humanistycznych w zakresie historii na podstawie pracy Pakt Ribbentrop-Mołotow a Polska. Dyplomacja II Rzeczypospolitej wobec niemiecko-sowieckiego zbliżenia i współpracy w 1939 roku, przygotowanej pod kierunkiem Michała Pułaskiego. W 2005 uzyskał habilitację w Instytucie Historii Polskiej Akademii Nauk na podstawie dwutomowej pracy Bolszewizm – totalitaryzm – rewolucja – Rosja. Początki sowietologii i studiów nad systemami totalitarnymi w Polsce (1918–1939). W 2015 otrzymał tytuł profesora nauk humanistycznych.
Od 2000 pozostaje zatrudniony w Instytucie Historii PAN, początkowo jako adiunkt, od 2005 jako docent w Zakładzie Dziejów Systemów Totalitarnych i II Wojny Światowej, zaś od r. 2010 na stanowisku profesora. Od 2004 do 2009 był profesorem w Zakładzie Stosunków Międzynarodowych i Bezpieczeństwa Narodowego na Wydziale Studiów Politycznych Wyższej Szkoły Biznesu – National-Louis University w Nowym Sączu. W 2008 rozpoczął pracę na Wydziale Prawa i Administracji Uniwersytetu Kardynała Stefana Wyszyńskiego, obejmując kierownictwo Katedry Historii Stosunków Międzynarodowych.
Był stypendystą Programu „Tempus” Komisji Europejskiej (1998), Fundacji Lanckorońskich z Brzezia (1998), założonego przez Jerzego Giedroycia Funduszu Pomocy Niezależnej Nauce i Kulturze Polskiej (1999), Fundacji im. Stefana Batorego (1999) oraz dwukrotnie Fundacji na Rzecz Nauki Polskiej (2001 i 2005). Gościł naukowo w CNRS w Paryżu, na Uniwersytecie Columbia w Nowym Jorku, w Instytucie Historii Europejskiej im. Leibniza w Moguncji oraz jako senior fellow w Instytucie Nauk o Człowieku w Wiedniu.
Specjalizuje się w zakresie historii najnowszej. W ramach pracy naukowej zajmuje się m.in. historią dyplomacji i stosunków międzynarodowych w XIX i XX wieku, polską polityką zagraniczną w latach 1918–1945, dziejami polskiej i zachodniej myśli sowietologicznej, a w pewnym zakresie także dziejami polskiej historiografii.
Od 2008 wchodzi w skład Rady Naukowej Instytutu Historii PAN, zaś w 2015 wybrany został do Rady Naukowej Instytutu Studiów Politycznych PAN. Wchodził w skład Rady Instytutu Europy Środkowo-Wschodniej w Lublinie. Jest członkiem Komisji ds. Publikacji Polskich Dokumentów Dyplomatycznych przy Polskim Instytucie Spraw Międzynarodowych oraz polskim przedstawicielem w Radzie Naukowej Europejskiej Sieci Pamięć i Solidarność. Wybrany został do Komisji Środkowoeuropejskiej Polskiej Akademii Umiejętności (Wydział II Historyczno-Filozoficzny). Jest również współprzewodniczącym Polsko-Rumuńskiej Komisji wspólnej historyków działającej na podstawie porozumienia Polskiej Akademii Nauk i Akademii Rumuńskiej. Wchodzi w skład Rady Instytutu Józefa Piłsudskiego w Warszawie. Pozostaje członkiem rady kilku pism – w tym m.in. kwartalnika „Dzieje Najnowsze”, toruńskiego półrocznika „Historia i Polityka” oraz pisma „Pro Fide Rege et Lege”, jak również dwumiesięcznika „Nowa Europa Wschodnia”.
W 2014 wybrany został do międzynarodowej korporacji naukowej Academia Europaea z siedzibą w Londynie.
W latach 2021–2023 członek Rady Naukowej Instytutu De Republica. 
Wszedł w skład komitetu wspierającego kandydaturę Karola Nawrockiego na prezydenta RP w wyborach w 2025.
Jest autorem siedmiu książek, redaktorem (bądź współredaktorem) kilku prac zbiorowych i wydawnictw źródłowych oraz ponad dwustu artykułów naukowych i około trzydziestu recenzji. Publikował w znanych czasopismach zagranicznych jak „Osteuropa”, „Revue d'histoire diplomatique” oraz „International History Review” oraz polskich (paryskie „Zeszyty Historyczne”, „Kwartalnik Historyczny”, „Dzieje Najnowsze”, „Studia z Dziejów Rosji i Europy Środkowo-Wschodniej”, „Studia nad Faszyzmem i Zbrodniami Hitlerowskimi”, „Przegląd Wschodni”, „Polski Przegląd Dyplomatyczny”, „Arcana”, „Przegląd Polityczny”). Opublikował też siedem biogramów w Polskim Słowniku Biograficznym.

## Nagrody
- 2003 – Nagroda Ministerstwa Kultury i Dziedzictwa Narodowego w konkursie „Ślady Pamięci” za książkę Polska szkoła sowietologiczna;
- 2003 – Nagroda Klio II stopnia za książkę Polska 1939 roku wobec paktu Ribbentrop-Mołotow
- 2005 – Nagroda im. Jerzego Giedroycia przyznana przez Senat Uniwersytetu Marii Curie-Skłodowskiej w Lublinie za książkę Bolszewizm – totalitaryzm – rewolucja – Rosja (t. 1–2)
- 2005 – Międzynarodowa „Nagroda Wyszehradzka” przyznana przez cztery Akademie Nauk: polską, czeską, słowacką i węgierską za całokształt dorobku naukowego w 2005
- 2008 – Nagroda honorowa im. Henryka Wereszyckiego i Wacława Felczaka nadana przez Wydział Historyczny Uniwersytetu Jagiellońskiego za edycję Listów Jerzego Giedroycia i Czesława Miłosza.
- 2012 – Najlepsza publikacja o historii polskiej dyplomacji (Polityka zagraniczna Polski 1938–1939. Cztery decyzje Józefa Becka) przyznana przez Radę Naukową ds. Historycznych przy Ministrze Spraw Zagranicznych.
- 2013 – medal im. Tadeusza Manteuffla przyznany przez Instytut Historii PAN.
- 2018 – minister kultury i dziedzictwa narodowego Piotr Gliński uhonorował go Srebrnym Medalem „Zasłużony Kulturze Gloria Artis”[6].
- 2023 – Srebrny Medal „Zasłużony dla Nauki Polskiej Sapientia et Veritas”[7]

## Wybrane publikacje

### Prace własne
- Polska 1939 roku wobec paktu Ribbentrop-Mołotow. Problem zbliżenia niemiecko-sowieckiego w polityce zagranicznej II Rzeczypospolitej, Warszawa: Polski Instytut Spraw Międzynarodowych 2002.
- Polska szkoła sowietologiczna 1930–1939, Kraków: Arcana, 2003.
- Bolszewizm – totalitaryzm – rewolucja – Rosja. Początki sowietologii i studiów nad systemami totalitarnymi w Polsce (1918–1939), t. 1-2, Kraków: Księgarnia Akademicka 2003-2004.
- Polityka równowagi (1934-1939). Polska między Wschodem a Zachodem, Kraków: Arcana, 2007.
- Polen zwischen Hitler und Stalin. Studien zur polnischen Außenpolitik in der Zwischenkriegszeit, Bebra, Berlin – Brandenburg 2012.
- Polityka zagraniczna Polski 1938–1939. Cztery decyzje Józefa Becka, Gdańsk: Wydawnictwo Oskar i Muzeum II Wojny Światowej 2012.
- Między pokojem a wojną. Szkice o dyplomacji polskiej z lat 1918–1945/Between Peace and War. Essays on Polish Diplomacy in 1918–1945, wstęp K. Skórzyńska, Warszawa: Polski Instytut Dyplomacji im. Ignacego Jana Paderewskiego i Wydawnictwo Sejmowe 2015, s. 163 (wspólnie z Wojciechem Materskim).
- Wacław Grzybowski. Ambasador w Moskwie (1936–1939). Biografia polityczna, Warszawa: Wydawnictwo Sejmowe 2016.
- II wojna światowa: historia, która nie chce przeminąć. Dyskusje o polskim doświadczeniu w wieku XX i polityce pamięci, redaktor prowadzący Leszek Zaborowski, Warszawa: Ośrodek Badań nad Totalitaryzmami im. Witolda Pileckiego 2017, ISBN 978-83-948133-2-1 (esej Marka Kornata i dyskusja na jego temat z udziałem historyków)

### Książki pod redakcją
- (redakcja) Jerzy Giedroyc, Czesław Miłosz, Listy 1952–2000, t. 1–3, Warszawa: Spółdzielnia Wydawnicza „Czytelnik” 2008–2012 (przekład litewski: Laiškai 1952–1963, leidinio rengėjas, įžangos ir komentatų autorius Marek Kornat, iš lenkų kalbos vertė Kazys Uscila, Vilnius: Mintis 2010 oraz Laiškai 1964–1972. Jerzy Giedroyc, Czesław Miłosz, sudarytojas Marek Kornat, [tłum. Kazys Uscila], Mintis, Vilnius 2014).
- (redakcja) Pius XII. Papież w epoce totalitaryzmów: historiografia i polityka, pod red. Marka Kornata, Kraków: Wydawnictwo Arcana 2010.
- (redakcja) Bogumił Jasinowski, Wschodnie chrześcijaństwo a Rosja, wstęp Marek Kornat, przypisy Stanisław Górka, Kraków: Ośrodek Myśli Politycznej 2002.
- (redakcja) Polskie dokumenty dyplomatyczne 1938, red. Marek Kornat, współpr. Piotr Długołęcki, Maria Konopka-Wichrowska, Marta Przyłuska, Warszawa: Polski Instytut Spraw Międzynarodowych 2007.
- (redakcja) Adam Jerzy Czartoryski, Rozważania o dyplomacji, przeł. Jan Maria Kłoczowski; Marek Kornat, Reforma dyplomacji i legitymizm narodów. Studium, Kraków: Wydawnictwo Literackie 2011 (przekład francuski: Essai sur la diplomatie, av.-prop. de Jerzy Buzek, suivi de Une diplomatie des Lumières, trad. du pol. par Erik Veaux, Lausanne: Noir sur Blanc 2011).
- (redakcja, wspólnie z Mikołajem Morzyckim-Markowskim) W rumuńskiej pułapce. Internowanie Józefa Becka i Edwarda Śmigłego-Rydza w dokumentach rumuńskich służb specjalnych, wstęp Marek Kornat, przekł. dok. z jęz. rum. Radosława Janowska-Lascar, Gdańsk: Wydawnictwo Oskar i Muzeum II Wojny Światowej 2011.
- (wstęp) Czesław Miłosz, Rosja: widzenia transoceaniczne, t. 2: Mosty napowietrzne, wybrała, oprac. i ułożyła w tom Barbara Toruńczyk, współpraca Monika Wójciak, Mikołaj Nowak-Rogoziński, wstępem opatrzył Marek Kornat, Warszawa: Fundacja Zeszytów Literackich 2011.
- (redakcja) Michał Łubieński, Refleksje i reminiscencje, wstęp, oprac. i przypisy Marek Kornat, Warszawa: Wydawnictwo Sejmowe 2012.
- (redakcja, wspólnie z Magdaleną Satorą), Ład wersalsko-ryski w Europie Środkowo-Wschodniej (1921–1939). Studia z polityki międzynarodowej, Kraków 2013, s. 292.
- (redakcja, wspólnie z Małgorzatą Willaume), Élites polonaises et roumaines et leurs relations réciproques à travers les siécles. Colloque de d’historiens polonais et roumains, Kazimierz Dolny, 13–16 septembre 2011, Varsovie 2013.
- (redakcja) Ruch prometejski i walka o przebudowę Europy Wschodniej (1918–1940). Studia i szkice, pod red. Marka Kornata, Warszawa: Instytut Historii PAN 2012.
- (posłowie) Raporty dyplomatyczne Czesława Miłosza 1945–1950, oprac. i przypisami opatrzyła Maria Morzycka-Markowska, posłowie napisał Marek Kornat, Warszawa: Instytut Dokumentacji i Studiów nad Literaturą Polską Oddział Muzeum Literatury im. Adama Mickiewicza – Towarzystwo „Więź” 2013.
- (redakcja) Piotr Wandycz. Historyk – emigrant – intelektualista, red. Marek Kornat, Sławomir M. Nowinowski, Rafał Stobiecki, Bydgoszcz: Oficyna Wydawnicza Epigram 2014.
- (redakcja) Jerzy Łojek, Pisma wybrane. Wiek XX, red. Marek Kornat, Kraków: Universitas 2014.
- (redakcja) Jerzy Łojek, Pisma wybrane. Wiek XIX, red. Marek Kornat, Kraków: Universitas 2015.
- (redakcja) Rafał Marceli Blüth, „Likwidacja leninowskiej elity” oraz inne pisma sowietologiczne, oprac. Marek Kornat, Warszawa: Więź 2016 ISBN 978-83-62610-96-9